# Aleksander Seńkowski

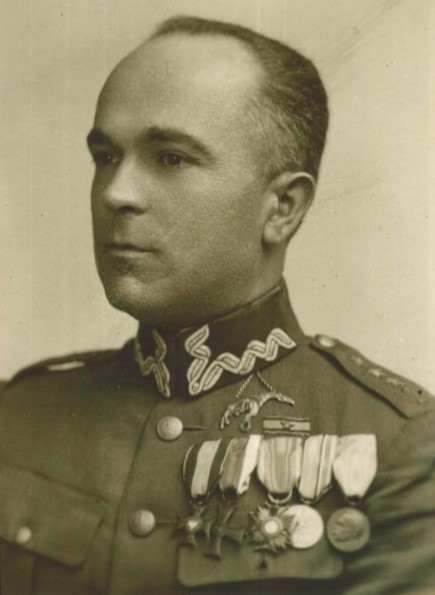
Aleksander Seńkowski

Aleksander Seńkowski (ur. 14 września 1897 we Lwowie, zm. 6 stycznia 1964 w Coventry) – kapitan pilot obserwator Wojska Polskiego. Żołnierz armii austro-węgierskiej podczas I wojny światowej, uczestnik wojny polsko-ukraińskiej i polsko-bolszewickiej, kawaler Orderu Virtuti Militari. Inżynier lotnictwa, specjalista w zakresie konstrukcji i budowy silników, wieloletni dyrektor w Państwowych Zakładach Lotniczych. Wdrażał do produkcji silniki wykorzystywane w samolotach PZL P.7, PZL P.11, PZL.23 Karaś, PZL.37 Łoś, PZL.46 Sum, PZL.50 Jastrząb, Lublin R.XIIIF oraz RWD-14 Czapla. Po II wojnie światowej kierował pracami nad lekkim traktorem Ferguson TE20, który przyczynił się do zmechanizowania rolnictwa na świecie.

## Życiorys

### Młodość i I wojna światowa
Urodził się 14 września 1897 we Lwowie, w rodzinie Juliana, generała majora c. i k. Armii, i Marii z Pomianowskich. Ukończył III Państwowe Gimnazjum we Lwowie, następnie maturę zdał w 1915 roku w Wiedniu. Z powodu wybuchu I wojny światowej został powołany 21 czerwca 1915 roku do odbycia służby w armii austro-węgierskiej i otrzymał przydział do pułku armat polowych nr 28, którym wcześniej dowodził jego ojciec. Został skierowany na przeszkolenie do szkoły oficerów rezerwy i po jego ukończeniu walczył od 4 marca 1916 roku na froncie wschodnim w szeregach macierzystego oddziału, który został przemianowany na pułk haubic polowych nr 28. Dosyć szybko, bo już 5 czerwca 1916 roku, został wzięty do rosyjskiej niewoli, podczas której pracował jako mechanik w warsztatach samochodowych w Kijowie. 17 marca 1918 roku został uwolniony z niewoli i powrócił do macierzystego oddziału, który w międzyczasie został przemianowany na pułk artylerii polowej nr 102. Służył w nim w charakterze instruktora. Został mianowany chorążym.

### Służba w Wojsku Polskim (1918–1932)
3 listopada 1918 roku zgłosił się do służby w odrodzonym Wojsku Polskim i został przydzielony do krakowskiej I eskadry bojowej lotniczej. 28 listopada został przeniesiony do III eskadry lotniczej bojowej (przemianowanej 21 grudnia na 7. eskadrę lotniczą). Początkowo służył na stanowisku oficera technicznego, następnie w 1919 roku przeszedł przeszkolenie w charakterze obserwatora. Dążył do odbycia przeszkolenia w pilotażu, ale z uwagi na brak obserwatorów musiał długo na nie czekać. W maju 1919 roku, podczas lotu w załodze z pil. Stefanem Stecem został zestrzelony, ale pilot zdołał wylądować w przygodnym terenie. W czerwcu otrzymał pochwałę za odwagę podczas ataków z niskiej wysokości na oddziały nieprzyjaciela. 30 czerwca, również w załodze ze Stefanem Stecem, skutecznie bombardował i ostrzeliwał oddziały ukraińskie w rejonie Jeziernej i Podhajczyk.
Od początku 1920 roku brał udział w przygotowaniu eskadry do działań bojowych w ramach wojny polsko-bolszewickiej. Siedemnastego lutego, w towarzystwie majora Cedrica Fauntleroya i kapitana Meriana Coopera, wyjechał po rozkazy do Tarnopola. Brał też udział w poszukiwaniu odpowiedniego lądowiska dla eskadry, jego samolot kapotował podczas lądowania na wyboistym polu pod Równem.
Na początku kwietnia 1920 roku został skierowany do Warszawy w celu przeszkolenia na samolotach Ansaldo A.1 Balilla. Szybko powrócił do jednostki bojowej i już 10 kwietnia wziął udział w dwukrotnym grupowym ataku na nieprzyjacielskie transporty wyładowywane na stacji kolejowej w Cudnowie. 15 maja wykrył i ostrzelał nieprzyjacielską baterię artyleryjską. Podczas tego ataku uszkodzeniu uległ synchronizator karabinu maszynowego i przestrzelone zostało śmigło, ale pilot zdołał doprowadzić uszkodzony samolot na lotnisko. 27 maja przeprowadził samotny atak na kolumnę kawalerii Armii Czerwonej liczącą ok. 20 tys. jeźdźców, podczas którego został lekko ranny. Pomimo rany dalej brał udział w walkach, 28 maja w rejonie Białej Cerkwi atakował oddziały 1. Armii Konnej Siemiona Budionnego, które zagrażały lotnisku 7. eskadry. 29 maja został jednak uznany za niezdolnego do lotów i skierowany do grupy organizującej ewakuację sprzętu eskadry do Koziatynia. W trakcie bitwy o Lwów aktywnie uczestniczył w działaniach 7. em, np. 16 i 17 sierpnia czterokrotnie startował do lotów szturmowych na bolszewicką kawalerię.
Drugiego października, wraz z innymi lotnikami 7. em, na lotnisku Lewandówka został odznaczony przez generała Stanisława Hallera Krzyżem Srebrnym Orderu Wojskowego Virtuti Militari.
W 1921 roku został urlopowany z wojska i rozpoczął studia na Wydziale Mechanicznym Politechniki Lwowskiej, ale już po roku był zmuszony przerwać je z powodu trudności materialnych. 17 lipca 1922 roku powrócił do czynnej służby w Wojsku Polskim, otrzymał przydział do Dowództwa Centralnych Zakładów Lotniczych w Warszawie jako oficer techniczny. W 1923 roku przeszedł we Francji kurs nadzoru technicznego produkcji lotniczej, a 1 listopada 1924 roku został przeniesiony do 2. pułku lotniczego w Krakowie i oddelegowany na studia w École Supérieure d’Aéronautique w Paryżu. Ukończył je w 1925 roku z drugą lokatą. Powrócił do kraju i rozpoczął pracę w Instytucie Badań Technicznych Lotnictwa w Warszawie. W 1926 roku został skierowany ponownie do Francji na staż we francuskich wytwórniach silników lotniczych. W 1928 uzyskał tytuł inżyniera w Wyższej Szkole Aeronautyki i Konstrukcji Mechanicznych w Paryżu. Został mianowany szefem ekspozytury Centrali Odbiorczej Wojskowego Zakładu Zaopatrzenia Aeronautyki, a następnie przeniesiony do Komisji Nadzoru Technicznego w Fabryce Silników Lotniczych Polskich Zakładów Skody (PZSkoda) w Warszawie. Z dniem 31 stycznia 1928 roku został przeniesiony w stan nieczynny na 12 miesięcy bez poborów. Z dniem 31 stycznia 1929 i 31 stycznia 1930 stan nieczynny został mu przedłużony na dalsze 12 miesięcy.
W 1928 roku przebywał w Stanach Zjednoczonych, gdzie w wytwórni Wright Aeronautical nadzorował zakup licencji silnika Wright Whirlwind J-5. Po powrocie do kraju nadzorował uruchomienie produkcji licencyjnej tego silnika. Rok później został włączony do grupy specjalistów odpowiedzialnych za zakup silnika Bristol Jupiter, który posłużył do napędu myśliwców PZL P.7. W zakładach PZSkoda uruchomił jego produkcję.
Z dniem 1 lutego 1931 roku został powołany ze stanu nieczynnego z równoczesnym przeniesieniem do Wojskowego Zakładu Zaopatrzenia Aeronautyki. Z dniem 31 sierpnia 1932 roku został przeniesiony do rezerwy z równoczesnym przeniesieniem w rezerwie do 1 pułku lotniczego.
Później został kierownikiem Instytutu Badań Technicznych Lotnictwa. Wspólnie z inż. Franciszkiem Peterem skonstruował 4-cylindrowy silnik lotniczy PS-II Petersen, który został użyty do napędu samolotu WK-3.

### Kariera zawodowa w II RP
Po zwolnieniu z wojska wrócił do pracy w zakładach Skoda. Pełnił tam kolejno funkcje kierownika montażu, kierownika warsztatu i szefa produkcji. Nadzorował uruchomianie produkcji licencyjnych silników Bristol Mercury (użytych w samolocie PZL P.11) i Pegasus (użytych w samolocie PZL.23 Karaś) oraz silnika PZL G-1620A Mors o mocy 340 KM konstrukcji inż. Stanisława Nowkuńskiego (przeznaczonego do napędu samolotów Lublin R.XIIIF). W 1934 roku awansował na stanowisko zastępcy dyrektora ds. produkcji. Po zakupie PZSkoda przez państwo pełnił funkcję II zastępcy dyrektora do spraw produkcji Wytwórni Silników Nr 1 w Państwowych Zakładach Lotniczych. Pod jego nadzorem wprowadzano do produkcji silniki Bristol wykorzystane do napędu samolotów PZL.37 Łoś, PZL.46 Sum, PZL.50 Jastrząb oraz silnik PZL G-1620B Mors-II, konstrukcji Stanisława Nowkuńskiego, przeznaczony do napędu samolotu RWD-14 Czapla. W 1937 roku wdrożył potokowy system produkcji, co przyczyniło się do zwiększenia wydajności w kierowanych przez niego zakładach. Na stanowisku zastępcy dyrektora PZL pracował do momentu wybuchu II wojny światowej.

### II wojna światowa i emigracja
Po kampanii wrześniowej przedostał się przez Rumunię do Francji, gdzie w marcu 1940 roku został zatrudniony w fabryce silników i osprzętu Société Industrielles Générale de Moteur d’Aviation (S.I.G.M.A) w Lyonie. W styczniu 1942 roku przedostał się do Wielkiej Brytanii, gdzie znalazł zatrudnienie w dziale silnikowym zakładów Bristol Aeroplane Company w Filton. W 1942 roku na Kongresie Technicznym Lotnictwa wygłosił referat poświęcony zagadnieniom produkcji silników lotniczych. W styczniu 1944 roku rozpoczął pracę w zakładach „Roy Fedden”, gdzie pracował jako kierownik działu projektowania samolotów i silników lotniczych. W listopadzie 1947 roku został zatrudniony w wytwórni traktorów „Harry Ferguson Ltd.” w Coventry. Pełnił tam funkcję naczelnego inżyniera działu produkcji, a następnie naczelnego inżyniera wytwórni. Pod jego kierunkiem powstał lekki traktor Ferguson TE20, który został uznany za jeden z najważniejszych ciągników rolniczych w historii rolnictwa.
Zmarł 6 stycznia 1964 roku w Coventry. 

## Działalność społeczna i sportowa
W sierpniu 1923 roku wystartował w II Krajowym Locie Okrężnym, którego nie ukończył. Pasjonował się też motoryzacją, był członkiem Automobilklubu Polskiego. W Automobilklubie pełnił funkcję m.in. wiceprezesa i sekretarza generalnego oraz zajmował się przygotowaniem i nadzorem nad przebiegiem rajdów samochodowych. W 1926 roku wystartował w automobilowym pościgu za lisem. W październiku 1929 roku zasiadał w jury konkursu na najpiękniejszy samochód, w sierpniu 1930 roku został zwycięzcą automobilowej pogoni za lisem zorganizowanej w Podkowie Leśnej. Również w 1930 roku był członkiem komisji Lotu Małej Ententy i Polski.
W 1937 roku startował w Międzyklubowym Turnieju Samochodowym Warszawa–Łódź. Sprawował funkcję Wicekomandora podczas VIII, IX i XI Międzynarodowego Rajdu zorganizowanego przez Automobilklub Polski. W 1939 roku wszedł w skład ostatniego przedwojennego zarządu Automobilklubu Polskiego. 
Od 1932 roku należał do Związku Polskich Inżynierów Lotniczych (w 1936 pełnił w nim funkcję prezesa), w 1937 roku został wybrany na stanowisko przewodniczącego Sądu Koleżeńskiego.
Po II wojnie światowej był członkiem Stowarzyszenia Techników Polskich (STP) w Wielkiej Brytanii, Institution of Mechanical Engineers oraz Society of Automotive Engineers. Działał w organizacjach polonijnych na terenie Wielkiej Brytanii.

## Życie prywatne
W 1934 roku poślubił Janinę z Pfeifferów (ur. 1909).

## Ordery i odznaczenia[2][54]
- Krzyż Srebrny Orderu Wojskowego Virtuti Militari nr 2442[1] – 8 kwietnia 1921[55][56] Numer Orderu

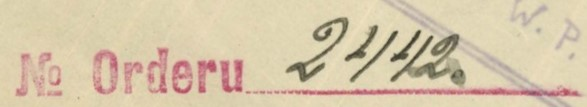
Numer Orderu

- Krzyż Kawalerski Orderu Odrodzenia Polski
- Krzyż Walecznych dwukrotnie[57]
- Złoty Krzyż Zasługi – 11 listopada 1935 „za zasługi na polu przemysłu wojennego”[58]
- Srebrny Krzyż Zasługi – 4 marca 1925 „za zasługi położone dla armji Rzeczypospolitej Polskiej w dziedzinie rozwoju lotnictwa”[59][60]
- Medal Pamiątkowy za Wojnę 1918–1921[61]
- Medal Dziesięciolecia Odzyskanej Niepodległości[62]
- Polowa Odznaka Pilota nr 42 – 11 listopada 1928 roku „za loty bojowe nad nieprzyjacielem w czasie wojny 1918-1920”[63]
- Odznaka za Rany i Kontuzje z jedną gwiazdką[61]